# 小行星2500
小行星2500（2500 Alascattalo）是一颗绕太阳运转的小行星，为主小行星带小行星。该小行星于1926年4月2日发现。
該小行星以阿拉斯加的虛構生物「Alascattalo」命名。

## 轨道参数
小行星2500的轨道半长轴为2.2407226 UA，离心率为0.100。